# Сальваторе Ароніка
Сальваторе Ароніка (італ. Salvatore Aronica, нар. 20 січня 1978, Палермо) — італійський футболіст, захисник «Палермо».

## Ігрова кар'єра
Народився 20 січня 1978 року в місті Палермо. Вихованець футбольної школи клубу «Багерія».
Дорослу футбольну кар'єру розпочав 1994 року в основній команді того ж клубу, в якій провів два сезони, взявши участь у 32 матчах чемпіонату.
Своєю грою за цю команду привернув увагу представників тренерського штабу клубу «Ювентус», до складу якого приєднався влітку 1996 року. Відіграв за «стару сеньйору» наступні два роки, провівши за цей час лише один матч 15 лютого 1998 року з «Сампдорією», в якому «Юве» переміг 2:0. В тому ж сезоні здобув разом з командою титул чемпіона Італії.
Влітку 1998 року перейшов на правах оренди до «Реджини», що виступала у Серії В, але не зміг пробитися до основного складу і вже в жовтні того ж року був відданий до «Кротоне». В новому клубі, що виступав у Серії C1, Ароніка став основним гравцем, і після завершення сезону клуб викупив контракт гравця. За підсумками сезону 1999-00 Сальваторе допоміг команді вийти до Серії В, але вже через сезон «Кротоне» зайняла останнє місце і знову вилетіла до третього дивізіону, тому Ароніка на правах оренди перейшов до «Асколі», яка замінила «Кротоне» у Серії В, де і провів наступний сезон.
Влітку 2003 року підписав контракт з «Мессіною», якій вже у першому сезоні допоміг вперше за понад 50 років потрапити в Серію А, де і відіграв разом з клубом два сезони.
В липні 2006 року перейшов у «Реджину», разом з якою провів ще два сезони як основний гравець команди.
До складу клубу «Наполі» приєднався 1 вересня 2008 року. Влітку 2012 року Ароніка здобув разом з командою Кубок Італії. Всього відіграв за неаполітанську команду 111 матчів в національному чемпіонаті.
29 грудня 2012 року перейшов в «Палермо», підписавши контракт на два з половиною роки.

## Статистика виступів

### Статистика клубних виступів

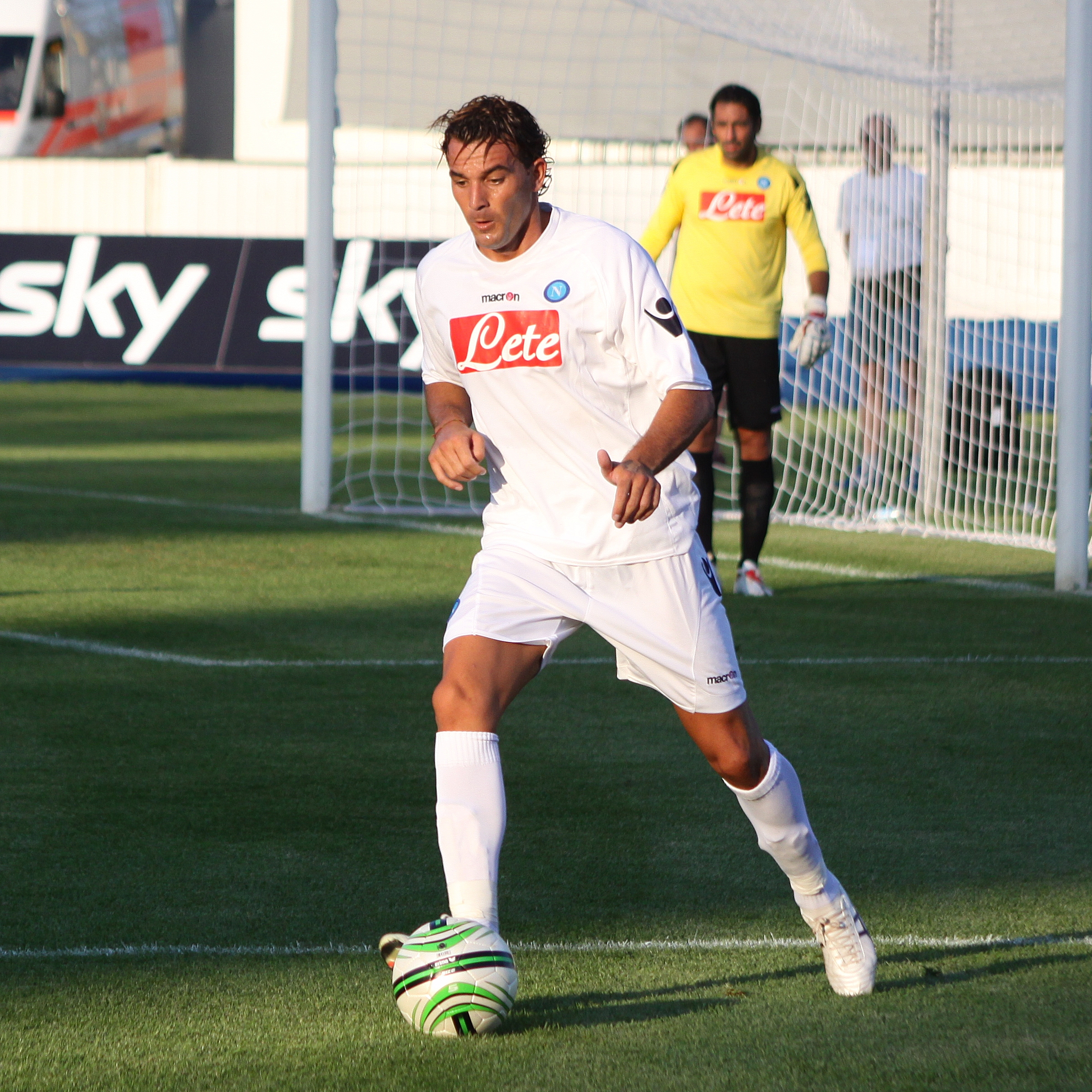
Сальваторе Ароніка під час виступів за «Наполі». 2009 рік

Статистика станом на 22 грудня 2012 року.
| Сезон               | Команда             | Чемпіонат           | Чемпіонат | Чемпіонат | Національний кубок | Національний кубок | Національний кубок | Континентальні кубки | Континентальні кубки | Континентальні кубки | Інші змагання | Інші змагання | Інші змагання | Усього | Усього |
| Сезон               | Команда             | Ліга                | Ігор      | Голів     | Ліга               | Ігор               | Голів              | Ліга                 | Ігор                 | Голів                | Ліга          | Ігор          | Голів         | Ігор   | Голів  |
| ------------------- | ------------------- | ------------------- | --------- | --------- | ------------------ | ------------------ | ------------------ | -------------------- | -------------------- | -------------------- | ------------- | ------------- | ------------- | ------ | ------ |
| 1994-95             | «Багерія»           | D                   | 5         | 0         | КІ-D               | ?                  | ?                  | —                    | —                    | —                    | —             | —             | —             | 5+     | 0+     |
| 1995-96             | «Багерія»           | D                   | 27        | 0         | КІ-D               | ?                  | ?                  | —                    | —                    | —                    | —             | —             | —             | 27+    | 0+     |
| Усього за «Багерію» | Усього за «Багерію» | Усього за «Багерію» | 32        | 0         |                    | ?                  | ?                  |                      | —                    | —                    |               | —             | —             | 32+    | 0+     |
| 1996-97             | «Ювентус»           | A                   | 0         | 0         | КІ                 | 0                  | 0                  | ЛЧ                   | 0                    | 0                    | —             | —             | —             | 0      | 0      |
| 1997-98             | «Ювентус»           | A                   | 1         | 0         | КІ                 | 0                  | 0                  | ЛЧ                   | 0                    | 0                    | СІ            | 0             | 0             | 1      | 0      |
| Усього за «Ювентус» | Усього за «Ювентус» | Усього за «Ювентус» | 1         | 0         |                    | —                  | —                  |                      | —                    | —                    |               | —             | —             | 1      | 0      |
| 1998-99             | «Реджина»           | B                   | 0         | 0         | КІ                 | 2                  | 0                  | —                    | —                    | —                    | —             | —             | —             | 2      | 0      |
| 1998-99             | «Кротоне»           | C1                  | 25        | 0         | КІ-C               | ?                  | ?                  | —                    | —                    | —                    | —             | —             | —             | 25+    | 0+     |
| 1999-00             | «Кротоне»           | C1                  | 25        | 0         | КІ-C               | ?                  | ?                  | —                    | —                    | —                    | —             | —             | —             | 25+    | 0+     |
| 2000-01             | «Кротоне»           | B                   | 33        | 1         | КІ                 | 2                  | 0                  | —                    | —                    | —                    | —             | —             | —             | 35     | 1      |
| 2001-02             | «Кротоне»           | B                   | 24        | 0         | КІ                 | 2                  | 0                  | —                    | —                    | —                    | —             | —             | —             | 26     | 0      |
| Усього за «Кротоне» | Усього за «Кротоне» | Усього за «Кротоне» | 107       | 1         |                    | ?                  | ?                  |                      | —                    | —                    |               | —             | —             | ?      | ?      |
| 2002-03             | «Асколі»            | B                   | 31        | 0         | КІ                 | 3                  | 0                  | —                    | —                    | —                    | —             | —             | —             | 34     | 0      |
| 2003-04             | «Мессіна»           | B                   | 32        | 0         | КІ                 | 1                  | 0                  | —                    | —                    | —                    | —             | —             | —             | 33     | 0      |
| 2004-05             | «Мессіна»           | A                   | 30        | 0         | КІ                 | 4                  | 0                  | —                    | —                    | —                    | —             | —             | —             | 34     | 0      |
| 2005-06             | «Мессіна»           | A                   | 35        | 0         | —                  | —                  | —                  | —                    | —                    | —                    | —             | —             | —             | 35     | 0      |
| Усього за «Мессіну» | Усього за «Мессіну» | Усього за «Мессіну» | 97        | 0         |                    | 5                  | 0                  |                      | —                    | —                    |               | —             | —             | 102    | 0      |
| 2006-07             | «Реджина»           | A                   | 35        | 0         | КІ                 | 4                  | 0                  | —                    | —                    | —                    | —             | —             | —             | 39     | 0      |
| 2007-08             | «Реджина»           | A                   | 35        | 0         | КІ                 | 1                  | 0                  | —                    | —                    | —                    | —             | —             | —             | 36     | 0      |
| 2008-09             | «Реджина»           | A                   | 1         | 0         | КІ                 | 1                  | 0                  | —                    | —                    | —                    | —             | —             | —             | 2      | 0      |
| Усього за «Реджину» | Усього за «Реджину» | Усього за «Реджину» | 71        | 0         |                    | 8                  | 0                  |                      | —                    | —                    |               | —             | —             | 79     | 0      |
| 2008-09             | «Наполі»            | A                   | 23        | 0         | КІ                 | 2                  | 0                  | КУЄФА                | 0                    | 0                    | —             | —             | —             | 25     | 0      |
| 2009-10             | «Наполі»            | A                   | 26        | 0         | КІ                 | 2                  | 0                  | —                    | —                    | —                    | —             | —             | —             | 28     | 0      |
| 2010-11             | «Наполі»            | A                   | 26        | 0         | КІ                 | 2                  | 0                  | ЛЄ                   | 7                    | 0                    | —             | —             | —             | 35     | 0      |
| 2011-12             | «Наполі»            | A                   | 31        | 0         | КІ                 | 4                  | 0                  | ЛЧ                   | 8                    | 0                    | —             | —             | —             | 43     | 0      |
| 2012-13             | «Наполі»            | A                   | 5         | 0         | КІ                 | —                  | —                  | ЛЄ                   | 4                    | 0                    | СІ            | 0             | 0             | 9      | 0      |
| Усього за «Наполі»  | Усього за «Наполі»  | Усього за «Наполі»  | 111       | 0         |                    | 10                 | 0                  |                      | 19                   | 0                    |               | —             | —             | 140    | 0      |
| Усього за кар'єру   | Усього за кар'єру   | Усього за кар'єру   | 450       | 1         |                    | ?                  | ?                  |                      | 19                   | 0                    |               | —             | —             | ?      | 1+     |

## Титули і досягнення
- Чемпіон Італії (2):

«Ювентус»: 1996-97, 1997-98
- Володар Кубка Італії (1):

«Наполі»: 2011-12
- Володар Суперкубка Італії (1):

«Ювентус»: 1996
- Володар Суперкубка УЄФА (1):

«Ювентус»: 1996
- Володар Міжконтинентального кубка (1):

«Ювентус»: 1996